# VSK Technika Brno, oddíl basketbalu
VSK Technika Brno (celým názvem: Vysokoškolský sportovní klub Technika Brno) byl český basketbalový klub, který sídlil v brněnském Králově Poli. Založen byl v roce 1963. V sezóně 1973/74 se zúčastnil nejvyšší basketbalové soutěže mužů, ve své první sezóně ovšem hned sestoupil o patro níže. Celkem v československé nejvyšší soutěži mužů strávil tři sezóny. Po zániku Československa oddíl basketbalu na nějaký čas zaniká.
Činnost byla obnovena v roce 1996 díky studentům stavební fakulty VUT a hráčům TJ Sokol Komín. Úspěchům federální éry se nově obnovený klub nikdy nedočkal, své zápasy odehrával pouze v soutěžích městského přeboru v Brně. Trvalý zánik přišel v roce 2014 po zániku oddílu K.

## Historické názvy
Zdroj: 
- 1963 – VŠTJ Technika Brno (Vysokoškolská tělovýchovná jednota Technika Brno)
- 1970 – Technika VŠ Brno (Technika Vysoké školy Brno)
- 1993 – VSK Technika Brno (Vysokoškolský sportovní klub Technika Brno)
- 199? – zánik
- 1996 – obnovena činnost pod názvem VSK Technika Brno (Vysokoškolský sportovní klub Technika Brno)
- 2014 – zánik

## Umístění v jednotlivých sezonách
Stručný přehled
Zdroj: 
- 1973–1974: 1. liga (1. ligová úroveň v Československu)
- 1975–1976: 1. liga (1. ligová úroveň v Československu)
- 1981–1982: 1. liga (1. ligová úroveň v Československu)
- 1996–1998: Brněnský městský přebor III. (9. ligová úroveň v České republice)
- 1998–1999: Brněnský městský přebor II. (8. ligová úroveň v České republice)
- 1999–2000: Brněnský městský přebor I. (7. ligová úroveň v České republice)
- 2000–2013: Brněnský městský přebor II. (8. ligová úroveň v České republice)
- 2013–2014: Brněnský městský přebor I. (7. ligová úroveň v České republice)

Jednotlivé ročníky
Zdroj: 
Legenda: ZČ - základní část, červené podbarvení - sestup, zelené podbarvení - postup, fialové podbarvení - reorganizace, změna skupiny či soutěže
| Československo (1973 – 1993) |                              |           |           |                                       |          |
| Sezóny                       | Soutěž                       | Úroveň    | ZČ        | Play-off, nadstavba, sk. o udržení... | Poznámky |
| 1973/74                      | 1. liga                      | 1. úroveň | 12. místo |                                       | Sestup   |
| ...                          |                              |           |           |                                       |          |
| 1975/76                      | 1. liga                      | 1. úroveň | 11. místo |                                       | Sestup   |
| ...                          |                              |           |           |                                       |          |
| 1981/82                      | 1. liga                      | 1. úroveň | 10. místo |                                       | Sestup   |
| ...                          |                              |           |           |                                       |          |
| Česko (1993 – 2014)          |                              |           |           |                                       |          |
| Sezóny                       | Soutěž                       | Úroveň    | ZČ        | Play-off, nadstavba, sk. o udržení... | Poznámky |
| ...                          |                              |           |           |                                       |          |
| 1996/97                      | Brněnský městský přebor III. | 9. úroveň | 3. místo  |                                       |          |
| 1997/98                      | Brněnský městský přebor III. | 9. úroveň | 1. místo  |                                       | Postup   |
| 1998/99                      | Brněnský městský přebor II.  | 8. úroveň | 1. místo  |                                       | Postup   |
| 1999/00                      | Brněnský městský přebor I.   | 7. úroveň | 10. místo |                                       | Sestup   |
| 2000/01                      | Brněnský městský přebor II.  | 8. úroveň | 10. místo |                                       |          |
| 2001/02                      | Brněnský městský přebor II.  | 8. úroveň | 8. místo  |                                       |          |
| 2002/03                      | Brněnský městský přebor II.  | 8. úroveň | 7. místo  |                                       |          |
| 2003/04                      | Brněnský městský přebor II.  | 8. úroveň | 4. místo  |                                       |          |
| 2004/05                      | Brněnský městský přebor II.  | 8. úroveň | ?. místo  |                                       |          |
| 2005/06                      | Brněnský městský přebor II.  | 8. úroveň | 11. místo |                                       |          |
| 2006/07                      | Brněnský městský přebor II.  | 8. úroveň | 6. místo  |                                       |          |
| 2007/08                      | Brněnský městský přebor II.  | 8. úroveň | 8. místo  |                                       |          |
| 2008/09                      | Brněnský městský přebor II.  | 8. úroveň | 8. místo  |                                       |          |
| 2009/10                      | Brněnský městský přebor II.  | 8. úroveň | 10. místo |                                       |          |
| 2010/11                      | Brněnský městský přebor II.  | 8. úroveň | 6. místo  |                                       |          |
| 2011/12                      | Brněnský městský přebor II.  | 8. úroveň | 5. místo  |                                       |          |
| 2012/13                      | Brněnský městský přebor II.  | 8. úroveň | 3. místo  |                                       | Postup   |
| 2013/14                      | Brněnský městský přebor I.   | 7. úroveň | 10. místo |                                       |          |